# Johanna Braach
Johanna Braach (* 16. Mai 1907 in Altenhundem; † nach 1972) war eine deutsche Kriminalobersekretärin in der Zeit des Nationalsozialismus, Mitarbeiterin in der „Reichszentrale zur Bekämpfung der Jugendkriminalität“ und stellvertretende Leiterin des Mädchenkonzentrationslagers Uckermark.

## Leben
Johanna Braach, von Beruf Polizeibeamtin, trat zum 1. März 1937 der NSDAP bei (Mitgliedsnummer 3.926.001). Von 1934 bis 1941 wurde sie bei der weiblichen Kriminalpolizei in Berlin eingesetzt. Anschließend arbeitete sie in der „Reichszentrale zur Bekämpfung der Jugendkriminalität“ unter Friederike Wieking im Reichskriminalpolizeiamt (RKPA). Zusammen mit Lotte Toberentz besuchte Braach zu Informationszwecken 1941 diverse Lager. Von Mitte 1942 bis zur Auflösung im April 1945 fungierte Braach als stellvertretende Leiterin des Mädchenlagers Uckermark. Lotte Toberentz war in diesem Zeitraum ihre Vorgesetzte. Etwa 1000 Mädchen und junge Frauen sollen Anfang 1945 in Uckermark interniert gewesen sein.
Im dritten Ravensbrück-Prozess, auch „Uckermark-Prozess“ genannt (14. bis 16. April 1948), wurden Braach und Toberentz gemeinsam mit drei weiteren weiblichen Angehörigen des SS-Gefolge unter britischer Militärgerichtsbarkeit im Hamburger Curiohaus angeklagt. Den Angeklagten wurde folgendes zur Last gelegt:
1. Misshandlung weiblicher alliierter Häftlinge im Zeitraum von Mai 1942 bis April 1945 im Mädchenlager Uckermark
2. Teilnahme an Selektionen von weiblichen alliierten Häftlingen für die Gaskammer im Zeitraum von Mai 1942 bis April 1945 im Mädchenlager Uckermark
3. Misshandlung weiblicher alliierter Häftlinge im Zeitraum von 1944 bis April 1945 im KZ Ravensbrück
4. Teilnahme an Selektionen von weiblichen alliierten Häftlingen für die Gaskammer im Zeitraum von Mai 1942 bis April 1945 im KZ Ravensbrück

Braachs Anklage umfasste die Punkte eins bis vier. Da die Anklage nur Straftaten gegen alliierte Staatsangehörige umfasste und Braach im Mädchenlager nur deutsche Mädchen und junge Frauen unterstanden, deren Schicksal nicht Prozessgegenstand war, erfolgte am 26. April 1948 der Freispruch.
Johanna Braach lebte vom 6. Juni 1946 bis 16. Mai 1957 in Minden und war dort Leiterin der weiblichen Polizei. Von 1952 bis zum Eintritt in den Ruhestand 1972 leitete Braach die weibliche Kriminalpolizei in Bielefeld sowie in Essen.